# An Indian Diamond
An Indian Diamond è un cortometraggio muto del 1915 diretto da Frank Hall Crane (che appare nei credit come Frank Crane). Il film, prodotto e distribuito dalla World Film, aveva come interpreti Vivian Martin, William Roselle, Barbara Tennant, Robert Warwick.

## Produzione
Il film - un cortometraggio in tre bobine - fu prodotto dalla World Film.

## Distribuzione
Distribuito dalla World Film, uscì nelle sale cinematografiche statunitensi il 10 aprile 1915.